# Манітовіш-Вотерс (Вісконсин)
Манітовіш-Вотерс (англ. Manitowish Waters) — місто (англ. town) в США, в окрузі Вілас штату Вісконсин. Населення — 624 особи (2020).

## Демографія
Згідно з переписом 2010 року, у місті мешкало 566 осіб у 285 домогосподарствах у складі 194 родин. Було 1183 помешкання
Расовий склад населення:
| - 98,8 % — білих - 0,2 % — корінних американців - 0,2 % — чорних або афроамериканців |

До двох чи більше рас належало 0,7 %. Частка іспаномовних становила 0,2 % від усіх жителів.
За віковим діапазоном населення розподілялося таким чином: 9,5 % — особи молодші 18 років, 56,4 % — особи у віці 18—64 років, 34,1 % — особи у віці 65 років та старші. Медіана віку мешканця становила 58,1 року. На 100 осіб жіночої статі у місті припадало 99,3 чоловіків;  на 100 жінок у віці від 18 років та старших — 103,2 чоловіків також старших 18 років.
Середній дохід на одне домашнє господарство  становив 83 001 долар США (медіана — 59 000), а середній дохід на одну сім'ю — 103 056 доларів (медіана — 81 111). Медіана доходів становила 46 111 долар для чоловіків та 41 875 доларів для жінок. За межею бідності перебувало 6,2 % осіб, у тому числі 21,4 % дітей у віці до 18 років та 1,6 % осіб у віці 65 років та старших.
Цивільне працевлаштоване населення становило 328 осіб. Основні галузі зайнятості: мистецтво, розваги та відпочинок — 14,6 %, освіта, охорона здоров'я та соціальна допомога — 14,0 %, роздрібна торгівля — 13,4 %.